# 21686 Koschny
21686 Koschny (1999 RB36) là một tiểu hành tinh vành đai chính được phát hiện ngày 11 tháng 9 năm 1999 bởi André Knöfel ở Drebach.